# Чакыр, Олджай
 Олджай Чакыр (тур. Olcay Çakır; род. 13 июля 1993, Конак, Измир, Турция) — турецкая баскетболистка, выступающая в амплуа разыгрывающего защитника. Является первой представительницей Турции, попавшей на драфт ВНБА.

## Биография
Олджай Чакыр карьеру баскетболистки начала в системе подготовки стамбульского «Фенербахче», где уже с 15 лет стала постоянно привлекаться в состав национальной сборной различных возрастов. Первый личный успех у Олджай произошёл в 2009 году на чемпионате Европы среди кадеток (до 16 лет), несмотря на 5-е место сборной, она вошла в символическую пятёрку как лучший защитник первенства. Следующий успех случился в 2012 году на молодёжном чемпионате Европы, впервые в истории турецкой сборной — она завоевала медали, а Олчай снова вошла в символическую пятёрку.
В 17 лет баскетболистка дебютировала в элитном дивизионе чемпионата Турции, является трёхкратной победительницей первенства в составе «Фенербахче». В сезоне 2012/13 выиграла серебряные медали Евролиги ФИБА.
15 апреля 2013 года Олджай вписала своё имя в историю женского турецкого баскетбола, как первая турецкая баскетболистка задрафтованная клубом ВНБА. «Нью-Йорк Либерти» выбрал 19-летнюю турчанку под общим 27 номером.

## Статистика выступлений (средний показатель)

### За клубы
| Клуб                   | Сезон   | Чемпионат | Чемпионат | Чемпионат | Чемпионат | Еврокубки | Еврокубки | Еврокубки | Еврокубки |
| Клуб                   | Сезон   | Игр       | Очк       | Подб      | Перед     | Игр       | Очк       | Подб      | Перед     |
| ---------------------- | ------- | --------- | --------- | --------- | --------- | --------- | --------- | --------- | --------- |
| «Фенербахче» (Стамбул) | 2010-11 | 15        | 1,7       | 0,6       | 0,4       |           |           |           |           |
| «Фенербахче» (Стамбул) | 2011-12 | 19        | 1,1       | 0,6       | 0,2       | 10        | 1,2       | 0,2       | 0         |
| «Фенербахче» (Стамбул) | 2012-13 | 25        | 3,6       | 1,6       | 1,6       | 9         | 1,2       | 0,8       | 0,8       |

### За сборную
| Сборная        | Сезон | Место | Чемпионат | Чемпионат | Чемпионат | Чемпионат |
| Сборная        | Сезон | Место | Игр       | Очк       | Подб      | Перед     |
| -------------- | ----- | ----- | --------- | --------- | --------- | --------- |
| ЧЕ (до 16 лет) | 2008  | 8     | 8         | 8,4       | 4,6       | 2,5       |
| ЧЕ (до 16 лет) | 2009  | 5     | 9         | 11,9*     | 6,6       | 4,0*      |
| ЧМ (до 17 лет) | 2010  | 10    | 7         | 9,0       | 4,6       | 2,4       |
| ЧЕ (до 18 лет) | 2010  | 10    | 7         | 4,3       | 2,6       | 1,1       |
| ЧЕ (до 18 лет) | 2011  | 7     | 8         | 13,6*     | 6,3       | 2,3*      |
| ЧЕ (до 20 лет) | 2012  | 3     | 9         | 10,7      | 4,9       | 3,7*      |

* — лучший показатель в команде

## Достижения
- Бронзовый призёр Европы среди молодёжных команд: 2012, 2013
- Серебряный призёр Евролиги: 2013, 2014
- Чемпион Турции: 2011, 2012, 2013
- Обладатель кубка Президента Турции: 2012